# Live from the Kitchen
Live from the Kitchen – pierwszy studyjny album amerykańskiego rapera Yo Gottiego, którego premiera odbyła się 10 stycznia 2012 roku po serii opóźnień.
Produkcją albumu zajęli się między innymi Drumma Boy, Big K.R.I.T. i Shawty Redd, natomiast swoje zwrotki gościli m.in. Rick Ross, Gucci Mane, Jadakiss, Wiz Khalifa czy Nicki Minaj. Pierwszym singlem promującym album był utwór "5 Star (Remix)", natomiast drugim "We Can Get It On". 5 sierpnia 2011 ukazał się kolejny singel pt. "Single".

## Lista utworów
Opracowano na podstawie źródła.
1. "Testimony" - 5:16
2. "Harder" (featuring Rick Ross) - 4:13
3. "Killa" - 6:07
4. "Red, White & Blue" (featuring Jadakiss) - 4:41
5. "Single" (featuring Stuey Rock) - 3:30
6. "Second Chance" - 4:08
7. "Cases" (featuring 2 Chainz) - 4:24
8. "Letter" - 5:50
9. "Go Girl" (featuring Big K.R.I.T., Big Sean and Wiz Khalifa) - 3:45
10. "We Can Get It On" - 3:47
11. "5 Star" (Remix) (featuring Gucci Mane, Trina and Nicki Minaj) - 4:04